# Maison capétienne de Courtenay
 (juillet 2024).
Si vous disposez d'ouvrages ou d'articles de référence ou si vous connaissez des sites web de qualité traitant du thème abordé ici, merci de compléter l'article en donnant les références utiles à sa vérifiabilité et en les liant à la section « Notes et références ».
La maison capétienne de Courtenay est une branche de la maison capétienne, issue de Pierre de France (v. 1126 – 1180/83), sixième fils du roi de France Louis VI le Gros (1081 – 1137), devenu seigneur de Courtenay par son mariage avec l'héritière de la maison de Courtenay.

## Maison de Courtenay
La première maison de Courtenay remontait au Xe siècle. Elle était originaire du château de Courtenay, en Gâtinais (Loiret).

## Maison capétienne de Courtenay
Le mariage de Pierre de France avec Élisabeth de Courtenay, héritière de la branche aînée des seigneurs de Courtenay, a lieu en 1150. Ils fondent ainsi la seconde maison de Courtenay. Ils eurent une nombreuse descendance, issue principalement de leurs fils Pierre II de Courtenay (branche aînée) et Robert de Courtenay (branche cadette).

### La branche aînée

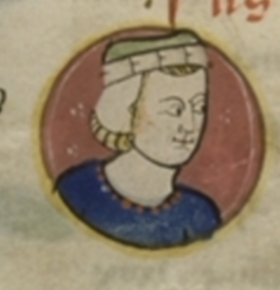
Pierre II de Courtenay

Pierre II de Courtenay, fils aîné de Pierre Ier de France et d'Élisabeth de Courtenay, devient comte d'Auxerre et de Nevers par son mariage en 1184 avec la comtesse Agnès de Nevers. Veuf, il se remarie en 1193 avec Yolande de Hainaut. En 1216, à la mort du frère de son épouse l’empereur latin de Constantinople Henri de Hainaut, les barons de Constantinople choisissent Pierre II de Courtenay pour lui succéder. Mais il est fait prisonnier alors qu’il tente de rejoindre Constantinople, et meurt en captivité en 1219.
Ses fils tentent tant bien que mal de conserver cet empire en vendant leurs possessions (dont le marquisat de Namur). L'empereur Robert de Courtenay est chassé de Constantinople par ses sujets en 1228. Son frère lui succède sous le nom de Baudouin II de Courtenay, mais perd l'empire grec lorsque Constantinople est reprise par les Byzantins aidés des Génois en 1261, et meurt en exil en Italie en 1273. Sa petite-fille, Catherine de Courtenay, épouse en 1300 Charles de Valois, fils cadet de Philippe le Hardi, ce qui fait passer une part notable des domaines des Courtenay à la maison de France (Valois) (avec Courtenay même, qui est joint ensuite au domaine des Navarre-Évreux, puis des Dammartin et de leurs descendants).

### La branche cadette

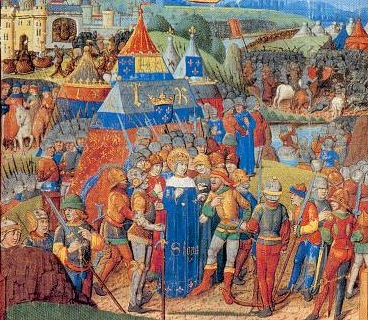
La bataille de Mansourah. Miniature du maître du Cardinal de Bourbon, tirée du Livre des faiz Monseigneur saint Loys jadis roy de France, BNF.

Robert Ier de Courtenay-Champignelles, second fils de Pierre Ier de France et d’Élisabeth de Courtenay, reçoit quelques seigneuries, dont celle de Champignelles. L'un de ses fils, Pierre Ier de Courtenay-Champignelles, accompagne saint Louis en Terre-Sainte lors de la septième croisade ; il est tué à la bataille de Mansourah (1250), pendant laquelle est également tué le frère du roi, Robert Ier d'Artois. Sa fille unique Amicie de Courtenay épouse le comte Robert II d'Artois, le fils de Robert Ier d’Artois. En 1285, Robert II de Courtenay, seigneur de Champignelles (petit-fils de Robert Ier de Courtenay-Champignelles) devient le chef de la maison de Courtenay à la mort de Philippe Ier de Courtenay, fils de l’empereur Baudouin II de Courtenay.

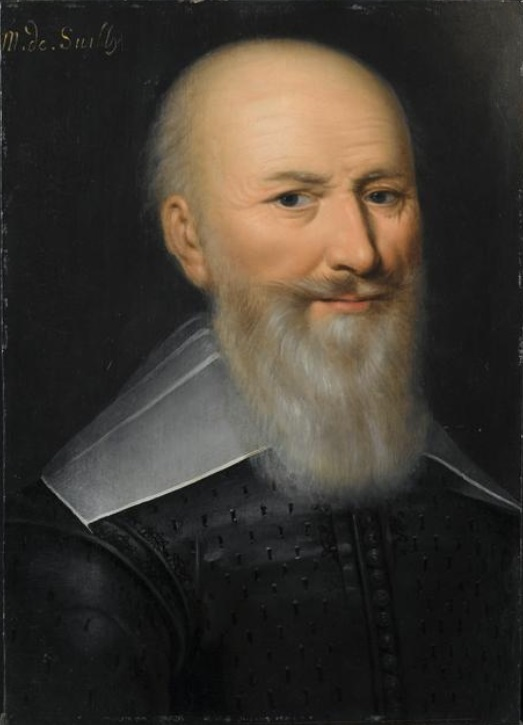
Sully, époux en premières noces d'Anne de Courtenay

Après l’extinction de la branche aînée, la famille de Courtenay sombre dans l'oubli. Ce sont des seigneurs de province peu pourvus en terres, la branche aînée ayant vendu la plupart des possessions de la famille pour essayer de se maintenir à la tête de l'empire latin d'Orient. L’un des descendants de Robert de Courtenay, Jean III de Courtenay-Champignelles, est fait prisonnier par les Anglais à la bataille de Poitiers en 1356, puis il combat par la suite aux côtés de Bertrand du Guesclin. Son neveu Pierre III de Courtenay-Champignelles occupe les charges de chambellan et de conseiller auprès du roi de France Charles VI. Un autre représentant de la famille, François de Courtenay-Bléneau, est armé chevalier à Marignan (1515), et Anne de Courtenay, autre descendante de Robert Ier, devient en 1583 la première épouse du ministre Sully.
Le statut de chef de la maison de Courtenay se transmet au fil du temps d'une branche à l'autre, en 1472 à Jean II de Courtenay, seigneur de Bléneau, puis en 1655 à Louis de Courtenay, seigneur de Chevillon. À partir de 1603, ils tentent vainement de faire reconnaitre, à plusieurs reprises, leur qualité de « princes du sang royal ». Le dernier mâle de l’ultime branche meurt en 1733, et la famille s'éteint le 29 juin 1768, avec le décès de sa nièce, Hélène de Courtenay (1689-1768), marquise de Bauffremont.

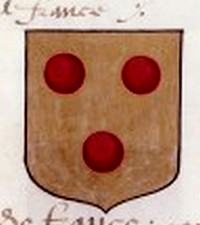
Armes de Courtenay dans le Recueil des rois de France de Jean du Tillet (v. 1550).

## Filiation
```
 
Louis VI le Gros
 (1081-1137), roi de France
x 2) 
Adèle de Savoie
```

(généalogie des Capétiens directs)
```
│
├2>
Louis VII
 (1120-1180), roi de France
│  │
│  └─> 
capétiens directs

│
├2>
Robert 
I
er
 (1123-1188), comte de Dreux
│  │
│  └─> 
maison capétienne de Dreux

│
└2>
Pierre 
I
er
 (1126-1183)
   x 
Élisabeth
 
de Courtenay
 (1127-1205), 
dame de Courtenay

   │
   ├─>
Pierre II
 (1155-1219), 
empereur latin de Constantinople

   │  x 1) 
Agnès Ire
, 
comtesse de Nevers
, 
d'Auxerre
 et 
de Tonnerre

   │  x 2) 
Yolande de Hainaut

   │  │
   │  ├1>
Mathilde
 (1188-1257), comtesse de Nevers, d'Auxerre et de Tonnerre
   │  │  x 1) 
Hervé IV de Donzy
 : d'où la suite des comtes de Nevers, Auxerre et Tonnerre, barons de 
Donzy

   │  │  x 2) 
Guigues IV de Forez

   │  │
   │  ├2>
Marguerite
 (1194-1270)
   │  │  x 1) 
Raoul de Lusignan (d'Eu)
, comte d'
Issoudun

   │  │  x 2) Henri, 
seigneur de Vianden
 : Postérité
   │  │
   │  ├2>
Philippe II
 (1195-1226), 
margrave de
 
Namur

   │  │
   │  ├2>Sibylle (1197-1210), nonne
   │  │
   │  ├2>Elisabeth (1199-ap.1269)
   │  │  x 1) 
Gaucher
, comte de 
Bar-sur-Seine

   │  │  x 2) Eudes 
de Bourgogne
, 
seigneur de Montaigu
 : Postérité
   │  │
   │  ├2>
Yolande
 (1200-1233)
   │  │  x 
André II de Hongrie
, d'où 
Yolande
 (Postérité : rois d'Aragon, de Castille et de France)
   │  │
   │  ├2>
Robert
 (1201-1228), 
empereur latin de Constantinople

   │  │
   │  ├2>Agnès (1202-ap.1247)
   │  │  x 
Geoffroy II de Villehardouin
, 
prince de Morée

   │  │
   │  ├2>
Marie
 (1204-1222)
   │  │  x 
Théodore 
I
er
 Lascaris
, 
empereur byzantin
 
de Nicée

   │  │
   │  ├2>
Henri
 (1206-1229), 
margrave de Namur

   │  │
   │  ├2>Eléonore (1208-1230)
   │  │  x 
Philippe 
I
er
 de Montfort
, seigneur de 
Castres
 : Postérité
   │  │
   │  ├2>Constance (1210-), nonne à 
Fontevrault

   │  │
   │  └2>
Baudouin II
 (1218-1273), empereur latin de Constantinople
   │     x 
Marie de Brienne

   │     │
   │     └─>
Philippe
 (1243-1283)
   │        x 
Béatrice de Naples

   │        │
   │        └─>
Catherine Ire
, 
dame de Courtenay
, 
Chantecoq
 et 
Piffonds
 en 1303
   │           x 
Charles de France
, d'où 
Catherine II
, et 
Jeanne de Valois
 (x 
Robert III d'Artois
)
   │
   ├─>Ne (1158-)
   │  x Eudes de la Marche
   │
   ├─>
Alice de Courtenay

   │  x 1) 
Guillaume
 
de Joigny
 : Postérité éteinte avec leur fils 
Pierre Ier de Joigny
, † 1222
   │  x 2) 
Aymar Taillefer
, 
comte d'Angoulême
 : leur fille 
Isabelle
 devient 
reine d'Angleterre

   │
   ├─>Eustachie (1164-1235)
   │  x 1) 
Guillaume de Brienne
, seigneur de 
Ramerupt

   │  x 2) 
Guillaume 
I
er
 de Champlitte
, 
prince d'Achaïe

   │  x 3) 
Guillaume 
I
er
, 
comte de Sancerre
 (sa 
3
e
 épouse ; de la 
2
e
, Mahaut de 
Charenton
 tante de Renaud III de Montfaucon-Charenton ci-dessous, Guillaume eut sans doute Louis Ier de Sancerre ci-dessous)
   │
   ├─>Clémence
   │  x Gui VI, 
vicomte de Thiers

   │
   ├─>
Robert
 (1168-1239), 
seigneur de Champignelles-en-Puisaye

   │  x 1) Constance de 
Toucy

   │  x 2) Mahaut de 
Mehun-sur-Yevre
 (de la 
maison de Vierzon
)
   │  │
   │  ├1>Clémence (1202-1250)
   │  │  x Jean II 
du Donjon (de Corbeil)
 d'
Yerres

   │  │
   │  ├1>Agnès, dame de 
Bléneau
 (1204-)
   │  │  x Raoul du Fresne et/ou ~1220 Gibaud de 
Saint-Vérain
 (leur arrière-petite-fille Marguerite de Bléneau marie Jean II de Champignelles ci-dessous)
   │  │
   │  ├2>Blanche (1217-)
   │  │  x 
Louis 
I
er
, 
comte de Sancerre
 : d'où la suite des comtes de Sancerre
   │  │
   │  ├2>Pierre (1218-1250), seigneur de 
Conches
 et de 
Mehun

   │  │  x 
Perenelle
 
de Joigny
, dame de 
Château-Renard

   │  │  │
   │  │  └─>
Amicie
 (1250-1275)
   │  │     x 
Robert II d'Artois
 : grands-parents de 
Robert III d'Artois
 ci-dessus
   │  │
   │  ├2>Isabeau (1219-1257)
   │  │  x 1) Renaud II/III de 
Montfaucon
 et 
Charenton

   │  │  x 2) 
Jean 
I
er
 de Bourgogne 
le Sage ou l'Antique
, 
comte de Chalon
, 
comte-régent de Bourgogne
, sire de 
Salins
 (sa deuxième épouse) : d'où la 
tige des Chalon-Auxerre-Tonnerre
, seigneurs de Rochefort, 
comtes d'Auxerre
 et 
de Tonnerre

   │  │
   │  ├2>Philippe (1221-1246), seigneur de Champignelles
   │  │
   │  ├2>Raoul (1223-1271), seigneur de La Motte-Messire-Raoul (à 
Villeneuve
) et d'Illiers en Auxerrois (ou 
Villiers
 ? : 
Villiers
 ?), comte de 
Chieti

   │  │  x 
Alix de Montfort
, 
comtesse de Bigorre

   │  │  │
   │  │  └2>Mahaut (1254-1303)
   │  │     x 
Philippe de Dampierre
, comte de 
Teano

   │  │
   │  ├2>
Robert
 (1224-1279), 
évêque d'Orléans

   │  │
   │  ├2>
Jean
 (1226-1271), 
archevêque de Reims

   │  │
   │  └2>Guillaume (1228-1280), 
seigneur de Champignelles
 
(
1
re
 branche de Champignelles)

   │     x 1) 1252 Marguerite 
de Bourgogne
-
Auxonne
, fille de 
Jean de Chalon 
le Sage
 ci-dessus et de sa première femme, 
Mahaut ou Mathilde de Bourgogne

   │     x 2) Agnès de 
Toucy
-
Charenton
, fille d'Anséric II de Toucy de 
Bazarnes
 et nièce de Renaud III de Montfaucon-Charenton ci-dessus
   │     │
   │     ├1>
Robert
 (1251-1324), 
archevêque de Reims

   │     │
   │     ├1>Isabeau (1253-1296)
   │     │  x Guillaume 
de Dampierre
, seigneur de 
Bessay
, fils puîné d'
Archambaud VIII

   │     │
   │     ├1>Marguerite (1256-ap.1290)
   │     │  x 1) 
Raoul III Sores
 
d'Estrées

   │     │  x 2) Renaud Ier 
de Trie
 : parents du 
maréchal
 
Renaud II

   │     │
   │     ├1>Pierre (1259-1290)
   │     │
   │     └2>Jean 
I
er
 (1265-1318), seigneur de 
Champignelles

   │        x 1290 Jeanne, dame de St-Brisson, fille d'
Étienne
 
de Sancerre
, sire                  
   │        │ de 
St-Brisson
 et 
Châtillon

   │        ├─>
Jean II
 (1291-1334), seigneur de Champignelles
   │        │  x ~ 1328 Marguerite de 
Saint-Vérain
, dame de 
Bléneau

   │        │  │
   │        │  ├─>Alix (1329-1370)
   │        │  │  x Erard II de 
Thianges
-
Vallery
, d'où semble-t-il Anne de Vallery, x Jean                   
   │        │  │    Ier de Courtenay-La Ferté-Loupière 
   │        │  ├─>
Jean III
 (1330-1392), seigneur de Champignelles
   │        │  │  x Marguerite de 
Thianges

   │        │  │
   │        │  └─>
Pierre II
 (1334-1394), seigneur de Champignelles
   │        │     x Agnès 
de Melun
-
La Borde
, tante du Grand-maître 
Charles

   │        │     │
   │        │     ├─>
Pierre III
 (1377-1411), seigneur de Champignelles et 
St-                          Brisson
      
   │        │     │  x Jeanne Braque, fille de Blanchet Braque et de Jeanne/Marie, fille de Gaucher VIII 
de Châtillon-Porcien
, petite-nièce de 
Jean Braque
, arrière-petite-fille de 
Nicolas Braque
 sire de 
St-Maurice
 et 
Châtillon-sur-Loing
, remariée veuve à Jean II Lourdin de 
Saligny
 
de Randan
 
de La Motte-St-Jean

   │        │     │  │
   │        │     │  └─>
Jean IV
 (1410-1472), sgr. de Champignelles et St-Brisson
   │        │     │     x 1) Isabeau, fille de l'
amiral
 
Jacques
 
de Châtillon
-                                                            
Dampierre
                   
   │        │     │     x 2) Marguerite de Longval ; Jean IV a toute une postérité de son fils naturel Pierre, 
le bâtard de St-Brisson
 : les du Chesne-Saint-E(u)soge (à 
Rogny
) et les Changy (à 
Gy
)
   │        │     │
   │        │     ├─>Marie (1373-ap.1409)
   │        │     │  x 1° Guillaume sire de la Grange, Messy et Nully, puis 2° 
Denis du Moulin
, futur 
archevêque de Toulouse
 et 
évêque de Paris

   │        │     │
   │        │     ├─>Agnès (1375-ap.1414)
   │        │     │  x 1) Hugues d'Autry
   │        │     │  x 2) Jean de Saint-Julien
   │        │     │
   │        │     ├─>Jean 
I
er
 (1379-1460), 
seigneur de Bléneau
, héritier entre 1417 et 1455 de la 
1
re
 branche de 
La Ferté-Loupière
 (ci-dessous : 
Tannerre et Chassenay
 puis La Ferté-Loupière), et de 
Champignelles
 en 1454
   │        │     │  x Catherine de l'Hôpital de 
Choisy-les-Loges
 (de la famille du 
maréchal de Vitry
)
   │        │     │  │
   │        │     │  ├─>
Jean II
 (1425-1480), seigneur de Bléneau
   │        │     │  │  x Marguerite, fille de Lancelot 
de Boucard
-
Blancafort
, dame du Coudray, Blandy, Fontaine-l'Hermite
   │        │     │  │  │
   │        │     │  │  ├─>Marguerite (1459-ap.1479) nonne
   │        │     │  │  │
   │        │     │  │  ├─>Louise (1460-ap.1510)
   │        │     │  │  │  x Claude de Chamigny 
de Briare

   │        │     │  │  │
   │        │     │  │  ├─>Antoinette (1462-ap.1485)
   │        │     │  │  │  x Jean de Longueau
   │        │     │  │  │
   │        │     │  │  └─>
Jean III
 (1465-1511), seigneur de 
Bléneau
, 
Plancy
, La Grange-en-Brie/-
Bléneau
, Villars (à Champignelles ?)
   │        │     │  │     x 1) Catherine, fille de Philippe II de Boulainvilliers, tante de Philippe III, 
comte de Dammartin
 et baron de 
Courtenay

   │        │     │  │     x 2) Madeleine 
de Bar de Baugy
, dame de 
Plancy

   │        │     │  │     │
   │        │     │  │     ├2>
François 
I
er
 (1495-1561), seigneur de Bléneau
   │        │     │  │     │  x 1) Marguerite 
de La Barre

   │        │     │  │     │  x 2) Edmée de Quinquet, ci-dessous
   │        │     │  │     │  │
   │        │     │  │     │  ├1>Françoise (1538-ap.1566)
   │        │     │  │     │  │  x Antoine de Linières (des Lignières à 
Charensat
 ?), gouverneur de 
Chartres

   │        │     │  │     │  │
   │        │     │  │     │  ├1>Marguerite (1540-jeune)
   │        │     │  │     │  │
   │        │     │  │     │  ├2>Suzanne (1548-ap.1584)
   │        │     │  │     │  │  x Joachim de Chastenay
   │        │     │  │     │  │
   │        │     │  │     │  ├2>
Gaspard
 (1550-1609), seigneur de Bléneau
   │        │     │  │     │  │  x 1) Edmée du Chesnay, dame de 
Neuvy-sur-Loire
, fille de Jean du Chesnay et de Claude 
de Rochechouart
-
Chandeniers

   │        │     │  │     │  │  x 2) Louise d'
Orléans
-Rère (à 
Theillay
 sur 
la Rère
 ; famille orléanaise), dame du Plessis-aux-Loges (à 
Vitry
) et de 
Preuilly-en-Touraine
, nièce de Madeleine d'Orléans ci-dessous
   │        │     │  │     │  │  │
   │        │     │  │     │  │  ├1>Jeanne (1573-1638), prieure à 
Montargis

   │        │     │  │     │  │  │
   │        │     │  │     │  │  ├1>François II (1575-1602)
   │        │     │  │     │  │  │
   │        │     │  │     │  │  ├1>
Edmé/Esme
 (1577-1640), seigneur de Bléneau
   │        │     │  │     │  │  │  x Catherine du Sart de 
Thury

   │        │     │  │     │  │  │  │
   │        │     │  │     │  │  │  ├─>Isabelle Angélique (1601-), nonne
   │        │     │  │     │  │  │  │
   │        │     │  │     │  │  │  └─>
Gaspard II
 (1602-1655), seigneur de 
Bléneau

   │        │     │  │     │  │  │     x Madeleine 
de Durfort-Civrac
 de Châtillon (de/en 
Médoc
 ?)
   │        │     │  │     │  │  │
   │        │     │  │     │  │  ├1>Edmée (1580-1641), prieure à 
Montargis

   │        │     │  │     │  │  │
   │        │     │  │     │  │  ├1>Claude (1582-1612)
   │        │     │  │     │  │  │  x Antoine de Brenne, sire de 
Bombon-en-Brie

   │        │     │  │     │  │  │
   │        │     │  │     │  │  └1>Gasparde (1585-ap. 1636)
   │        │     │  │     │  │     x 1) Claude de 
Bigny

   │        │     │  │     │  │     x 2) Jacques de 
Bossu
 
de Barbonval de Longueval

   │        │     │  │     │  │     x 3) Paul de 
Thianges

   │        │     │  │     │  │
   │        │     │  │     │  ├2>Odet (1552-ap.1595) 
seigneur de Parc-Viel

   │        │     │  │     │  │
   │        │     │  │     │  ├2>Madeleine (1555-ap.1599)
   │        │     │  │     │  │  x Jacques de Lenfernat
   │        │     │  │     │  │
   │        │     │  │     │  ├2>Charles (1557-)
   │        │     │  │     │  │
   │        │     │  │     │  ├2>Jean (1559-ap.1624), seigneur des Salles et du Coudray (à 
Bléneau
 ?)
   │        │     │  │     │  │  x Madeleine d'Orléans-
Rère
, dame de 
Preuilly
 et 
Souesmes

   │        │     │  │     │  │  │
   │        │     │  │     │  │  ├2>Jacques (1606-)
   │        │     │  │     │  │  │
   │        │     │  │     │  │  ├2>Madeleine (1607-)
   │        │     │  │     │  │  │  x Adrien de Gentils
   │        │     │  │     │  │  │
   │        │     │  │     │  │  └2>Jeanne (1609-)
   │        │     │  │     │  │
   │        │     │  │     │  └2>Marie Elisabeth (1560-ap.1595)
   │        │     │  │     │     x François de Loron
   │        │     │  │     │
   │        │     │  │     ├2>Philippe (1497-1547), 
abbé de Lauroy

   │        │     │  │     │
   │        │     │  │     ├2>Edmé (1501-1553), seigneur de Villars
   │        │     │  │     │  x Vendeline de Nicey
   │        │     │  │     │  │
   │        │     │  │     │  └─>une fille (1532-1552)
   │        │     │  │     │
   │        │     │  │     ├2>Jean (1505-), 
chevalier de Malte

   │        │     │  │     │
   │        │     │  │     └2>Antoinette (1510-ap.1550)
   │        │     │  │        x François du Monceau
   │        │     │  │
   │        │     │  ├─>Guillaume de Courtenay (1427-ap.1485), seigneur de 
Coquetaine-en-Brie

   │        │     │  │  x Antoinette des Marquets
   │        │     │  │
   │        │     │  ├─>Pierre (1429-1504), 
seigneur de La Ferté-Loupière
 
(
2
e
 branche)

   │        │     │  │  │
   │        │     │  │  ├─>Hector (1475-1549), seigneur de la Ferté-Loupière
   │        │     │  │  │  x Claude d'
Ancienville

   │        │     │  │  │  │
   │        │     │  │  │  ├─>René (1510-1562), seigneur de la Ferté-Loupière
   │        │     │  │  │  │  x Anne de la Magdeleine
   │        │     │  │  │  │
   │        │     │  │  │  ├─>Philippe (1512-1552), seigneur de 
(la) Villeneuve-la-Cornue

   │        │     │  │  │  │
   │        │     │  │  │  ├─>Jeanne (1514-ap.1597)
   │        │     │  │  │  │  x 1) Philippe 
de Saint-Phalle

   │        │     │  │  │  │  x 2) Tite de Castelnau
   │        │     │  │  │  │  x 3) François de Verneuil
   │        │     │  │  │  │
   │        │     │  │  │  ├─>Barbe (1515-ap.1550)
   │        │     │  │  │  │  x 1) Philippe de Boisserans
   │        │     │  │  │  │  x 2) Gilles de Cullon
   │        │     │  │  │  │
   │        │     │  │  │  ├─>Marie (1517-ap.1565)
   │        │     │  │  │  │  x Jean de Sailly
   │        │     │  │  │  │
   │        │     │  │  │  └─>Charlotte (1520-ap.1565), 
dame de Plancy
 par son 
3
e
 mariage
   │        │     │  │  │     x 1) Jean des Marins de 
l'Eschelle

   │        │     │  │  │     x 2) Julien de Condé, sire de 
Boulages

   │        │     │  │  │     x 3) Nicolas de La Croix, vicomte de 
Semoine
 et 
Longueville
, (cadet des 
barons de Plancy
)
   │        │     │  │  │
   │        │     │  │  ├─>Jean (1477-1534), sgr. de 
Chevillon
 et/ou 
Chevillon

   │        │     │  │  │  x Louette Le Chantier
   │        │     │  │  │  │
   │        │     │  │  │  ├─>Jacques (1515-1557), seigneur de Chevillon
   │        │     │  │  │  │
   │        │     │  │  │  ├─>Marthe (1517-ap.1545)
   │        │     │  │  │  │  x Marc-Edouard de Giverlay
   │        │     │  │  │  │
   │        │     │  │  │  └─>Guillaume (1520-1592), seigneur de Chevillon
   │        │     │  │  │     x Marguerite Fretel
   │        │     │  │  │     │
   │        │     │  │  │     ├─>François (1555-jeune)
   │        │     │  │  │     │
   │        │     │  │  │     ├─>Jacques II (1556-1617), seigneur de Chevillon
   │        │     │  │  │     │
   │        │     │  │  │     ├─>René (1561-ap.1638) abbé
   │        │     │  │  │     │
   │        │     │  │  │     ├─>Jean II (1566-1639), seigneur de Chevillon
   │        │     │  │  │     │  │
   │        │     │  │  │     │  ├─>Madeleine (1601-1670)
   │        │     │  │  │     │  │
   │        │     │  │  │     │  ├─>Amicie (1606-ap.1650)
   │        │     │  │  │     │  │  x Jacques du Belloy
   │        │     │  │  │     │  │
   │        │     │  │  │     │  ├─>
Louis 
I
er
 (1610-1672), seigneur de Chevillon
   │        │     │  │  │     │  │  x Lucrèce-Christine de Harlay de 
Cézy
 (petit-cousin d'
Achille
, son père Philippe de Harlay avait été le 
1
er
 mari de 
Jacqueline de Bueil
 de 
Moret
) |  |  |
```

```
   │        │     │  │  │     │  │  │
   │        │     │  │  │     │  │  ├─>Gabrielle Charlotte (1639-1652)
   │        │     │  │  │     │  │  │
   │        │     │  │  │     │  │  ├─>
Louis-Charles
 (1640-1723), seigneur de Chevillon
   │        │     │  │  │     │  │  │  x 1) Marie de Lameth (des sires de 
Pinon
, 
Anizy
, vicomtes de 
Laon
)
   │        │     │  │  │     │  │  │  x 2) Marie-Hélène de Besançon
   │        │     │  │  │     │  │  │  │
   │        │     │  │  │     │  │  │  ├1>Louis Gaston (1669-1691)
   │        │     │  │  │     │  │  │  │
   │        │     │  │  │     │  │  │  ├1>
Charles Roger
 (1671-1730), sgr de 
Chevillon
 (et/ou 
Chevillon
)
   │        │     │  │  │     │  │  │  │  x Marie-Claire, fille de Claude II 
de Bretagne d'Avaugour

   │        │     │  │  │     │  │  │  │
   │        │     │  │  │     │  │  │  ├1>un enfant (1676-1676)
   │        │     │  │  │     │  │  │  │
   │        │     │  │  │     │  │  │  └2>
Hélène
 (1689-1768)
   │        │     │  │  │     │  │  │     x Louis-Bénigne 
de Bauffremont

   │        │     │  │  │     │  │  │
   │        │     │  │  │     │  │  ├─>Christine (1641-)
   │        │     │  │  │     │  │  │
   │        │     │  │  │     │  │  ├─>Lucrèce (1643-), nonne à 
Sens

   │        │     │  │  │     │  │  │
   │        │     │  │  │     │  │  ├─>un fils (1644-1645)
   │        │     │  │  │     │  │  │
   │        │     │  │  │     │  │  ├─>
Roger
 (1647-1733), abbé à 
Auxerre

   │        │     │  │  │     │  │  │
   │        │     │  │  │     │  │  └─>Jean-Armand (1652-1677)
   │        │     │  │  │     │  │
   │        │     │  │  │     │  └─>Robert (1619-ap.1647)
   │        │     │  │  │     │
   │        │     │  │  │     └─>Catherine (1568-ap.1600)
   │        │     │  │  │       x Edme de Chevry
   │        │     │  │  │
   │        │     │  │  ├─>Charles (1480-1511), 
seigneur de Bontin

   │        │     │  │  │
   │        │     │  │  ├─>Edmée (1483-1561)
   │        │     │  │  │  x Guillaume de Quinquet
   │        │     │  │  │  │
   │        │     │  │  │  └─>
Edmée de Quinquet

   │        │     │  │  │     x François 
I
er
 de Courtenay (1495-1561), seigneur de 
Bléneau
, ci-dessus
   │        │     │  │  │
   │        │     │  │  ├─>Louis 
I
er
 (1485-1540), seigneur de 
la Ville-au-Tartre
 
en 
Gisors
, en 
Vexin
,
 et d'
Yville
 (deux fiefs venus des 
de Trie
)
   │        │     │  │  │  x Charlotte 
du Mesnil-Simon
, dame de 
Beaulieu en Auvergne
 et de 
Morogues
 (cf. Jean II 
de Rochechouart
 → 
Beaujeu
, 
Maupas
, et les 
Sully-Beaujeu
)
   │        │     │  │  │  │
   │        │     │  │  │  ├─>Barbe (1524-)
   │        │     │  │  │  │  x 1) Philippe de Saint-Phalle, sire de 
Neuilly
 et 
Brion

   │        │     │  │  │  │  x 2) François de Thianges
   │        │     │  │  │  │
   │        │     │  │  │  ├─>François (1526-1578), seigneur de 
Bontin

   │        │     │  │  │  │  x Louise, fille de Jean II 
de Jaucourt
-
Villarnoult

   │        │     │  │  │  │  │
   │        │     │  │  │  │  ├─>Françoise (1558-ap.1583)
   │        │     │  │  │  │  │  x Guy 
de Béthune
, sire de 
Mareuil
, cousin germain de François de Béthune
   │        │     │  │  │  │  │
   │        │     │  │  │  │  └─>Anne (1564-1589), 
dame de Bontin
 et de 
Beaulieu en Auvergne

   │        │     │  │  │  │     x 
Maximilien de Béthune, duc de Sully
, fils de François ci-dessus
   │        │     │  │  │  │
   │        │     │  │  │  ├─>Louis II (1527-1565), seigneur de Bontin
   │        │     │  │  │  │
   │        │     │  │  │  └─>Jeanne (1529-ap.1583)
   │        │     │  │  │     x François de Rochefort
   │        │     │  │  │
   │        │     │  │  ├─>Pierre (1487-1525), seigneur de Martroy
   │        │     │  │  │
   │        │     │  │  ├─>Edmé (1489-1516), seigneur de 
Frauville/Froville

   │        │     │  │  │
   │        │     │  │  └─>Blanche (1492-ap.1552)
   │        │     │  │     x Marc de Mathelan
   │        │     │  │
   │        │     │  ├─>Agnès (1431-ap.1482)
   │        │     │  │  x Jean de 
Pierre-es-Champs

   │        │     │  │
   │        │     │  ├─>Pierre (1433-1461), 
seigneur d'Arrablay
 près de 
Gien

   │        │     │  │
   │        │     │  ├─>Charles (1434-1488), seigneur d'Arrablay
   │        │     │  │  x Jeanne de Chéry
   │        │     │  │  │
   │        │     │  │  ├─>François (1485-ap.1540), seigneur d'Arrablay
   │        │     │  │  │  x Françoise de Menipeny
   │        │     │  │  │  │
   │        │     │  │  │  └─>Gilberte (1521-ap.1590)
   │        │     │  │  │     x François de Champigny, sire de 
Briare
, gouverneur de 
Montargis
 et de 
Gien
, petit-fils de Claude de Chamigny et Louise de Courtenay-Bléneau
   │        │     │  │  │
   │        │     │  │  └─>Jeanne (1487-)
   │        │     │  │     x Jean de Guerchy
   │        │     │  │
   │        │     │  ├─>Isabeau (1436-ap.1461)
   │        │     │  │  x Jean des Fours
   │        │     │  │
   │        │     │  └─>Catherine (1440-ap.1510)
   │        │     │     x Simon 
d'Aché
, seigneur de 
Serquigny

   │        │     │
   │        │     └─>Anne (1385-ap.1415)
   │        │
   │        ├─>Philippe (1292-1346), 
seigneur de La Ferté-Loupière
 (
1
re
 branche)
   │        │  x 1) Marguerite d'
Arrablay

   │        │  x 2) Alix Mannessier
   │        │  │
   │        │  ├1>Marguerite (1326-)
   │        │  │  x Raoul de 
Senlis
 (des 
Le Bouteiller de Senlis
)
   │        │  │
   │        │  ├1>Jeanne (1345-ap.1455)
   │        │  │  x Gaucher de Bruillart
   │        │  │
   │        │  └2>Jean 
I
er
 (1346-1412), seigneur de 
la Ferté-Loupière

   │        │     x 1) Perrenelle de Manchecourt
   │        │     x 2) Anne de 
Thianges
-
Vallery
, dame de 
Tannerre et Chassenay
, possible fille d'Erard II de Thianges-Vallery et d'Anne, fille de Jean II de Courtenay-Champignelles
   │        │     │
   │        │     └─>Jean II (1388-1438), seigneur de 
la Ferté-Loupière

   │        │        │
   │        │        ├─>Jeanne (1421-ap. 1455)
   │        │        │  x Guy de Gournay
   │        │        │
   │        │        └─>Michelle (1423-ap. 1455)
   │        │           x Michel Bourdin
   │        │
   │        ├─>Marguerite (1294-ap.1335)
   │        │  x Robert de 
Châtillon-en-Bazois

   │        │
   │        ├─>Robert (1296-1331), moine
   │        │
   │        ├─>Jeanne (1298-ap.1318)
   │        │
   │        ├─>Guillaume (1299-ap.1331), 
vidame
 
de Reims

   │        │
   │        ├─>Étienne (1305-1348), prêtre
   │        │
   │        └─>Pierre (1305-1348), seigneur 
d'Autry

   │           x Marguerite de la Louptière-sur-Toulon (la Louptière à 
Aillant-sur-Tholon
)
   │           │
   │           ├─>Jeanne (1338-ap.1362), dame de 
Villeneuve
 et de 
Cours-les-Barres

   │           │  x Jean de 
Beaumont
, seigneur du Coudray en Berry (à 
Précy
 ou 
St-Brisson
), 
Passy-les-Tours
, 
Ratilly
, exécuté en 1367 (descendant du maréchal 
Simon de Melun
)
   │           │
   │           ├─>Isabeau (1340-)
   │           │  x 1) Guillaume de Roigny
   │           │  x 2) Henriette Eullet
   │           │  x 3) Pierre de la Tour
   │           │
   │           └─>Jeanne (1342-)
   │
   ├─>Guillaume (1172-1248), 
seigneur de Tanlay

   │  x 1) Adeline de 
Noyers
, dame de 
Tanlay

   │  x 2) Nicolas
   │  │
   │  ├1>Robert 
I
er
 (1205-1260), seigneur de 
Tanlay

   │  │  x 1) Marguerite fille de Guillaume Ier 
de Mello
-
Saint-Bris

   │  │  x 2) Marguerite de 
Ravières
 de 
Villaines

   │  │  │
   │  │  ├1>Marie (1228-1282)
   │  │  │  x Guillaume, fils de Guy et petit-fils de Guillaume IV 
de Joinville
 x Helvide de 
Dampierre

   │  │  │
   │  │  └1>Jean 
I
er
 (1230-1285), seigneur de Tanlay
   │  │     x Marguerite, fille d'Hugues IV 
de Plancey
, dame de 
St-Vinnemer

   │  │     │
   │  │     ├─>Marie (1258-ap.1306)
   │  │     │  x Guy 
de Montréal
 (neveu d'Anséric VI)
   │  │     │
   │  │     ├─>Robert II (1260-1310), seigneur de Tanlay
   │  │     │  x Agnès de Saint-Yon
   │  │     │  │
   │  │     │  ├─>Guillaume II (1285-), seigneur de Tanlay
   │  │     │  │  x Agnès de Mornay
   │  │     │  │  │
   │  │     │  │  ├─>Robert III (1307-1346), seigneur de Tanlay
   │  │     │  │  │  x Laure de Bo(u)rdeaux (en Autunois : 
St-Symphorien
), dame de 
Bazoches
 et de 
Chastellux

   │  │     │  │  │
   │  │     │  │  ├─>Jean II (1308-1342), seigneur de Tanlay
   │  │     │  │  │  x Odette de 
Piépape

   │  │     │  │  │
   │  │     │  │  └─>Philippe II (1320-1384), seigneur de Tanlay
   │  │     │  │     x Philiberte de Châteauneuf, dame de 
Ste-Savine
 et 
Poligny

   │  │     │  │     │
   │  │     │  │     ├─>Pierre (1352-1383)
   │  │     │  │     │
   │  │     │  │     ├─>Jeanne (1354-1404)
   │  │     │  │     │  x 1) Jean de Chamigny
   │  │     │  │     │  x 2) Hugues Postel, seigneur d'Ailly (à 
Sivry
 ?)
   │  │     │  │     │
   │  │     │  │     ├─>Étienne (1356-1383), seigneur de 
Ravières

   │  │     │  │     │  x 1) Jeanne de Marmeaux
   │  │     │  │     │  x 2) Marguerite de 
Thianges

   │  │     │  │     │  │
   │  │     │  │     │  └1>Jeanne (1377-1404), 
dame de Tanlay

   │  │     │  │     │     x 1) Guillaume de 
Blaisy

   │  │     │  │     │     x 2) Robert de Chaslus d'
Entraigues

   │  │     │  │     │
   │  │     │  │     └─>Alixant (1358-ap.1409), 
abbesse de N-D de Crisenon

   │  │     │  │
   │  │     │  ├─>Agnès (1289-ap.1315)
   │  │     │  │  x Robert de Rochefort
   │  │     │  │
   │  │     │  └─>Philippe (1292-ap.1315), prieur
   │  │     │
   │  │     ├─>Étienne (1262-ap.1332), seigneur de 
Tanerre

   │  │     │  x Madeleine de 
Valéry

   │  │     │
   │  │     ├─>Philippe (1264-1300), seigneur de 
Ravières

   │  │     │
   │  │     └─>Jean (1266-1300), 
abbé de Quincey

   │  │
   │  ├1>Jean (120—ap.1248)
   │  │
   │  ├1>Jeanne (1208-ap.1250)
   │  │  x Pierre de Coral
   │  │
   │  ├1>Alix (1209-ap.1243)
   │  │  x Milon 
Tourbillon
 de 
Tonnerre

   │  │
   │  └1>Baudouin (1211-ap.1222)
   │
   ├─>Philippe
   │
   ├─>Isabelle
   │  x Aimon III, seigneur de 
Charost

   │
   └─>Constance
      x 1) Gasce/Gaston V 
de Poissy
, arrière-petit-fils du 
connétable
 
Gasce II
 
de Chaumont
-
Quitry
 de Poissy
      x 2) 
Guillaume de Breteuil
```

## Héraldique
Les Courtenay qui furent empereurs latins de Constantinople, portaient de gueules à la croix d'or accompagnée de quatre besans du même chargés d'une croix pattée et alézée de sables et accompagnés eux-mêmes de quatre autres petites croix d'or.